# Bryan Mucret
Bryan Mucret (8 de enero de 2002) es un deportista de Francia que compite en atletismo. Ganó una medalla de plata en el Campeonato Europeo de Atletismo Sub-20 de 2021, en la prueba de salto de longitud.